# Olena Bilosjuková
Olena Bilosjuková, celým jménem Olena Mychajlivna Bilosjuk, ukrajinsky Оле́на Миха́йлівна Білосюк (dříve Olena Pidhrušná, ukrajinsky Олена Михайлівна Підгрушна), * 9. ledna 1987 Lehnice, Polsko) je ukrajinská biatlonistka a členka vítězné ženské štafety z olympijských her v Soči. Na mistrovství světa v roce 2013 v Novém Městě na Moravě získala zlatou medaili ve sprintu, stříbrnou medaili ve štafetovém závodě a bronzovou medaili ve stíhacím závodě. Stříbrnou medaili získala z ženské štafety na Mistrovství světa v biatlonu 2017 v rakouském Hochfilzenu.
Ve světovém poháru triumfovala ve sprintu v kanadském Canmore. S ženskou ukrajinskou štafetou dokázala triumfovat ve čtyřech závodech.

## Výsledky

### Olympijské hry a mistrovství světa
| Sezóna  | D   | Místo                | SP             | SZ             | HZ             | IZ             | ŠT             | SŠT            | SZD            | Věk    |
| ------- | --- | -------------------- | -------------- | -------------- | -------------- | -------------- | -------------- | -------------- | -------------- | ------ |
| 2014/15 | MS  | Nové Město na Moravě | 1.             | 3.             | 11.            | 11.            | 2.             | –              | ×              | 26 let |
| 2013/14 | ZOH | Soči                 | 26.            | 21.            | 7.             | 8.             | 1.             | –              | ×              | 27 let |
| 2014/15 | MS  | Kontiolahti          | neúčastnila se | neúčastnila se | neúčastnila se | neúčastnila se | neúčastnila se | neúčastnila se | neúčastnila se | 28 let |
| 2015/16 | MS  | Oslo                 | 16.            | 5.             | 18.            | DNF            | 5.             | 4.             | ×              | 29 let |
| 2016/17 | MS  | Hochfilzen           | 34.            | –              | –              | 10.            | 2.             | 5.             | ×              | 30 let |
| 2017/18 | ZOH | Pchjongčchang        | neúčastnila se | neúčastnila se | neúčastnila se | neúčastnila se | neúčastnila se | neúčastnila se | neúčastnila se | 31 let |
| 2018/19 | MS  | Östersund            | neúčastnila se | neúčastnila se | neúčastnila se | neúčastnila se | neúčastnila se | neúčastnila se | neúčastnila se | 32 let |
| 2019/20 | MS  | Anterselva           | 4.             | 13.            | 24.            | –              | 3.             | –              | –              | 33 let |
| 2020/21 | MS  | Pokljuka             | 11.            | 7.             | 12.            | 43.            | 3.             | 4.             | –              | 34 let |
| 2021/22 | ZOH | Peking               | –              | –              | –              | –              | 7.             | –              | ×              | 35 let |
| 2022/23 | MS  | Oberhof              | 43.            | 48.            | –              | –              | 14.            | –              | –              | 36 let |

Poznámka: Výsledky z olympijských her se do hodnocení světového poháru nezapočítávají, výsledky z mistrovství světa se dříve započítávaly, od mistrovství světa v roce 2023 se nezapočítávají.

## Vítězství v závodech světového poháru a na olympijských hrách

### Individuální
| Č.                           | sezóna    | datum         | místo                            | disciplína |
| ---------------------------- | --------- | ------------- | -------------------------------- | ---------- |
| 1.                           | 2012/2013 | 9. února 2013 | Nové Město na Moravě, Česko (MS) | sprint     |
| 2.                           | 2015/2016 | 5. února 2016 | Canmore, Kanada                  | sprint     |
| – závod na mistrovství světa |           |               |                                  |            |

### Kolektivní
| Č.                                                                                     | sezóna    | datum            | místo                | disciplína |
| -------------------------------------------------------------------------------------- | --------- | ---------------- | -------------------- | ---------- |
| 1.                                                                                     | 2008/2009 | 7. ledna 2009    | Oberhof, Německo     | štafeta    |
| 2.                                                                                     | 2012/2013 | 3. ledna 2013    | Oberhof, Německo     | štafeta    |
| 3.                                                                                     | 2013/2014 | 7. prosince 2013 | Hochfilzen, Rakousko | štafeta    |
| *                                                                                      | 2013/2014 | 21. února 2014   | Soči, Rusko, (ZOH)   | štafeta    |
| 4.                                                                                     | 2015/2016 | 17. ledna 2016   | Ruhpolding, Německo  | štafeta    |
| – závod na olympijských hrách, nezapočítává se do celkového hodnocení Světového poháru |           |                  |                      |            |